# Soul
Soul je glazbeni žanr koji proizlazi iz stilova gospel i ritam i blues (R&B) podrijetlom iz Sjedinjenih Američkih Država. Prvi zvukovi soula počinju 1957. godine u Memphisu, gdje je u jednoj napuštenoj kino-dvorani osnovana diskografska kuća Stax Records i tonski studio Royal. Osnivači su bili bankovni činovnik po imenu Jim Stewart i njegova sestra Estelle Axton. Ubrzo mijenjaju ime u Stax i tada im u studio počinju dolaziti mladi talentirani Afroamerikanci s puno sluha koji ubrzo postaju prave zvijezde soula.
Soul se, kao glazbeni žanr, počeo razvijati krajem 1950-ih godina, kada glazbenici poput Sama Cookea i Raya Charlesa počinju miješati gospel i ritam i blues. Soul povremeno koristi i improvizacijske dodatke, okretne i pomoćne zvukove. Privlačan ritam, naglašen pljeskom ruku i pokretom tijela, njegove su vrlo bitne značajke. Ostale karakteristike su veza i reakcija između solista, pripjev i posebno napeti vokalni zvuk.

## Povijest
Soul glazba svoje korijene ima u stilovima gospel i ritam i blues. Njegovi prvi izvođači bili su Afroamerikanci, a pojavljuje se u gradovima u unutrašnjosti SAD-a poput Detroita i Memphisa te posebice u Chicagu.
Godine 1957. bankovni činovnik po imenu Jim Stewart i njegova sestra Estelle Axton kupuju staru kino-dvoranu u Memphisu (koja se nalazi južno od središta grada, a kasnije će dobiti nadimak "Soulsville, USA") i u njoj osnivaju diskografsku kuću Stax Records i studio Royal. U početku su se zvali Satellite Record Shop i prvo su se bavili prodajom gramofonskih ploča. Kada su doznali da je ime Satellite već bilo registrirano, mijenjaju ga u Stax – kombinaciju prva dva slova njihovih prezimena. Jim je svirao violinu u jednom country sastavu i nije razmišljao o suradnji s afroameričkim izvođačima, više je bio u potrazi za novim Elvisom. U Memphis se tada doseljava puno Afroamerikanaca pa se demografski profil ubrzo počinje mijenjati s bjelačkog na crnački, zbog čega je sve manje bilo onih koje je zanimala country glazba. U Stax su tada na audicije počeli dolaziti mladi, talentirani crnci s puno sluha, koji su se poslije postali prave zvijezde soula.
Jim Stewart i njegova sestra Estelle Axton 1968. godine prodaju Stax novom vlasniku, Al Bellu te Stax ubrzo postaje jedna od najvećih diskografskih kuća u Americi. Bankrotira 1975. godine, a njen bogati glazbeni katalog 2006. preuzima Concord Records. Stax je preko noći stvorio velike soul-zvijezde, a neke od njih se slušaju i danas, primjerice Rufus Thomas, Otis Redding, Wilson Pickett, duet Sam and Dave, Isaac Hayes i mnogi drugi.
Pretvorba R&B-a i gospela u soul počela je albumima Jackieja Wilsona, Sama Cookea, Jamesa Browna, te posebice Raya Charlesa i njegovoga hita iz 1954. godine, "I Got A Woman". Drugi veliki soul izvođači iz tog vremena bili su Mahalia Jackson, Nina Simone, Louis Jordan i Big Joe Turner. U to su se vrijeme Little Richard, Fats Domino i James Brown nazivali rock and roll izvođačima. Tijekom 1960-ih, dok je vladala beatlemanija, Charles i Brown tvrde da su oduvijek bili R&B izvođači. Little Richard se sam proglasio "kraljem rocka" i "'rollin, rhythm and blues soulin'", jer mu se glazba temelji na sva tri žanra. Solomon Burke svoje rane snimke 1960-ih za Atlantic Records snima u soul stilu, a skladbe "Cry to Me", "Just Out of Reach" i "Down in the Valley" smatraju se klasicima toga žanra. Pjevačica Ella Fitzgerald jedna je od prvih među jazz-glazbenicima koja je postavila temelje soul glazbe.
Jedan od važnijih soul centara bilo je u Florencu, Alabama, gdje je operirao studio Fame. U Fameu su snimali Jimmy Hughes, Percy Sledge i Arthur Alexander, a također u kasnim 1960-ima snima i Aretha Franklin. Često se navodi kako je Fame studio u bliskom odnosu sa Staxom, a mnogo je glazbenika i producenata, koji su radili u Memphisu, pridonijelo snimkama u Alabami. Još jedan ugledan izdavač iz Memphisa je Goldwax Records u vlasništvu Quintona Clauncha. Goldwax potpisuje O.V. Wright i James Carr, a njih su dvojica napravili nekoliko snimaka koji se smatraju osnovama žanra. Skladba Jamesa Carra "The Dark End of the Street" (koju su napisali Chips Moman i Dan Penn), snimljena je 1967. u druga dva studija u Memphisu, Royal Recordingu i American Sound Studiju. Vlasnik American Sound Studija je Chips Moman, producent skladbe "The Dark End of the Street", a ostali glazbenici koji snimaju u studiju su kućni i reggie sastavi, predvođeni Bobby Woodsom, Tommyem Cogbillom i Geneom Chrismanom. Jamesa Carr je snimao za Fame gdje je radio zajedno s glazbenicima Davidom Hoodom, Jimmyjem Johnsonom i Rogerom Hawkinsom.
Aretha Franklin 1967. godine snima skladbe "I Never Loved a Man (The Way I Love You)", "Respect" (originalna skladba Otisa Reddinga) i "Do Right Woman-Do Right Man", koje se smatraju pokretačem soul-žanra i spadaju u skladbe koje bilježe najbolji komercijalni uspjeh. Tijekom kasnih šezdesetih, glazbenici iz Staxa poput Eddia Floyda i Johnnia Taylora napravili su značajan doprinos u soul-glazbi. Howard Tate u kasnim 1960-ima snima za Verve Records, a kasnije za Atlantic (gdje je producent Jerry Ragovoy), a i mnogi drugi glazbenici se ističu u stvaranju soul-žanra.
Zahvaljujući velikom broju hit-singlova, koji su se tijekom šezdesetih popeli na vrh glazbenih top-ljestvica, Motown je u to vrijeme bio najuspješnija diskografska kuća. U Motownu su snimali mnogi glazbenici poput Stevia Wondera, Gladysa Knighta i Marvina Gayea, koji su učinili mnogo za popularnost žanra, ali i za cjelokupni Motown-zvuk koji je kasnije postao poznat kao "sjeverni soul". Curtis Mayfield je u Chicagu stvorio slatki soul, koji mu je kasnije donio reputaciju i nadimak "kum sjevernog soula".
Produkcija soula tijekom 1960-ih postaje popularnom crnačkom glazbom, međutim krajem desetljeća dolazi do promjene u stilu. James Brown stvorio je novi zvuk funka, a izvođači poput Slya Stonea soulu dodaju psihodeliju funka i rocka. Unatoč svim tim promjenama, soul sredinom 1970-ih više nije najutjecajniji i najkomercijalniji crnački glazbeni žanr, jer disco glazba i funk preuzimaju popularnost i klasične melodije nezaustavljivo obogaćuju ritmom. Kasnije su se u soulu pojavili i ženski sastavi te razne vrste stilova poput blue-eyed soula, Memphis soula, Philly soula i najpopularniji Motown.

## 1970-te
Kasnije primjeri soul glazbe uključuju snimke američkog gospel sastava The Staple Singers (poput "I'll Take You There") i Al Greena, koji će sedamdesetih snimati u studiju Royal Recording, vlasnika producenta Willia Mitchella, iz Memphisa. Mitchellov "Hi Records" nastavlja tradiciju Staxa u tom desetljeću i objavljuje mnoge uspješnice Greena, Anne Peebles, Otisa Claya, O.V. Wrighta i Syla Johnsona. Bobby Womack koji je u kasnim šezdesetima snimao za Chips Moman, nastavlja objavljivati soul snimke i u sedamdesetima i osamdesetima.
U Detroitu producent Don Davis radi sa Stax glazbenicima kao što su Johnnie Taylor i vokalni sastav The Dramatics. Motown Records objavljuje snimke glazbenika Marvina Gayea i Smokeya Robinsona, koji su mnogo pridonijeli soul glazbi, iako se njihove skladbe smatraju više kao pop stil, nego one punokrvne od Reddinga, Franklin i Carra. Iako se stilski razlikuju od klasične soul glazbe, skladbe koje su snimane u Chicagu od glazbenika poput Jerryja Butlera i The Chi-Litesa, često se smatraju sastavnim dijelom žanra.
Krajem šezdesetih i ranih sedamdesetih, soul glazba je bila pod utjecajem fanka, psihodeličnog rocka i drugih žanrova. Socijalna i politička zbivanja u to vrijeme inspiriraju glazbenike poput Gaye i Curtisa Mayfielda da objave albume koji govore o teškoj situaciji u društvu. Izvođači poput Jamesa Browna vodili su soul prema fanki glazbenom stilu, koja je postala popularna tijekom sedamdesetih godina i imala utjecaj na veliki broj sastava kao što su Parliament-Funkadelic i The Metersi. Mnogi sastavi poput War, Commodores i Earth, Wind and Fire i drugi, postaju popularni u to vrijeme. Tijekom sedamdesetih komercijalizira se i blue-eyed soul, kojeg u Philadelphi izvodi duet Hall & Oates, a u Oaklandu sastav Tower of Power, gdje postižu veliki uspjeh. Do kraja sedamdesetih soul gubi na popularnosti, a dominaciju preuzimaju disco i fank glazbeni stilovi. Ipak i u to vrijeme sastavi poput The O'Jays i The Spinners, nastavljaju s objavljivanjem soul hitova.

## 1980-te
Nastanak hip-hop kulture u kasnim sedamdesetima, uveliko je utjecao na glazbeni trend koji je pratio osamdesete. Afrika Bambaata & The Soulsonic objavljuju vrlo snažne snimke poput "Planet Rock" i "Looking For The Perfect Beat", a soul izdavači shvaćaju da bi njihov ritam trebao biti još jači i također pronaći način spajanja soula i hip hopa. Tada kreću u proizvodnju timova poput James 'Jimmy Jam' Lewis i Terry Harris (osnivači sastava The Time), L.A. Reid i Babyface, koji stvaraju teži, ali gotovo epski zvuk soula, i pružaju mnoge hitove Janet Jackson, Alexanderu O'Nealu, The SOS Bandu i Bobbyju Brownu. Tekstopisac i producent Teddy Riley i drugi umjetnici, stvorili su nešto što se zove new jack swing (također poznato i kao swingbeat), koji spaja soul i hip hop. Taj novi zvuk donosi mnoge hitove glazbenim sastavima kao što su Guy, Boyz II Men, Wreckx-n-Effect i Bell Biv DeVoe.
Nakon što mu je u ranim osamdesetima popularnost pala, soul je jedno vrijeme bio zaboravljen, ali se vrlo brzo vratio kroz razne oblike novih žanrova. Kada utjecaj u glazbi preuzimaju elektronski zvukovi, funki i soul postaju manje sirovi i više glatki, što je rezultiralo novim žanrom koji je nazvan suvremeni R&B, koji zvuči vrlo različito od originalnog ritam i blues stila.
Početkom osamdesetih u Chicagu se pojavio novi plesni žanr, koji je nazvan house, a napravljen je pod velikim utjecajem soula, funka i disco stila. House je uglavnom napravljen pomoću sintisajzera i elektronske glazbe. House i techno krajem 1980-ih postaju najutjecjanim žanrom, a svoju popularnost zadržavaju kroz 1990-te i 2000-te. Također početkom 1980-ih, soul glazba iz Velike Britanije postaje popularna u cijelom svijetu, s umjetnicima kao što su Soul II Soul, Loose Ends, Imagination, Mica Paris i Sade. Britanska soul glazba postala je vrlo popularna i u 2000-ma, s umjetnicima poput Joss Stone, Terri Walker, Beverley Knight, Corrine Bailey Rae, Adele, Duffy, Amy Winehouse i Brand New Heavies
U Americi se 1994. godine razvio neo-soul stil. Neo-soul je kombinacija soul glazbe s izraženim jazzom, hip-hopom, funkom i elementima housa, što ga čini jednim izrazito zanimljivim glazbenim žanrom. Njegova produkcija traje sve do 2000-te, kada se izdavačke kuće okreću popularnijem hip hopu.

## Podjela soula
Soul glazba nastala je iz oblika gospela i ritam i bluesa. Mnogi izvođači stvarali su svoje verzije stilova. Rane snimke Solomona Burkea kodificirale su stil soula, a njegove skladbe iz ranih šezdesetih "Cry to Me," "Just Out of Reach" i "Down in the Valley" smatraju se klasicima žanra.

#### Motown soul
Snažan utjecaj gospela imao je veliku ulogu u stvaranju Motown soul stila. Violine, bas-gitare, pljeskanje rukama, zvona i drugi netradicionalni instrumenti bili su zaštitni znak Motown soula. Neki od poznatijih glazbenika koji su snimali za Motown, bili su Marvin Gaye, The Temptations, Smokey Robinson & the Miracles, Gladys Knight & the Pips, Martha Reeves & the Vandellas, The Marvelettes, Diana Ross & the Supremes, The Jackson 5 i Stevie Wonder.

#### Memphis soul
Dvije najpoznatije izdavačke kuće u Memphisu bile su Stax Records i Hi Records. Tijekom šezdesetih i sedamdesetih objavili su veliki broj uspješnica i plasirali u javnost mnoge glazbenike. Prepoznatljiv stil soula u Memphisu sastojao se od roga, orgulja basa i bubnjeva, što se najbolje vidi u skladbama Ala Greena i sastava Booker T. & the M.G.'s. Još neki poznatiji izvođači iz Memphisa bili su Rufus Thomas, Otis Redding, duet Sam and Dave, Johnnie Taylor, Isaac Hayes, Arthur Conley i mnogi drugi.

#### Psihodelični soul
Krajem šezdesetih dolazi do promjene u stilu klasičnog soula, pa s počinje miješati s fankom i psihodeličnim rockom. Jedni od glavnih protagonista ovog stila su James Brown, Sly Stone, sastavi The Fifth Dimension, The Temptations i The Undisputed Truth.

#### Blue-eyed soul
Ovaj stil soula prepoznatljiv je po zvučnim pripjevima i laganim melodijama, a pretežito ga izvode bijelci. Nastao je kombinacijom Elvisovog rocka, Billy Haleyjevog rockabillya i doo-wopa pedesetih. Ostali izvođači uključuju Righteous Brothers, The Rascals, Dusty Springfield.

## Era klasičnog soula
Simbol afroameričke migracije s juga na sjever bile su izdavačke kuće 'Motown' iz Detroita i 'Stax' iz Memphisa, te razlike u stilovima onih koji su otišli i onih koji su ostali.

### Motown
Tijekom sljedećih godina Gordyjeve (Berry Gordy, prvi čovjek Motowna) strogo kontrolirane metode shvaćale su se revolucionarnima i kontraverznima. Izvođači koji su potpisivali za kuću imali su fiksnu plaću, a izvodili su materijal koji je odobrio Gordy. Producenti i skladatelji bili su od najveće važnosti za kuću. Prvi sastav koji je predstavio 'Motown' zvuk bio je 'The Funk Brothers' (u sastavu, pijanist Joe Hunter, gitarist Dave Hamilton, bubnjar Benny Benjamin i na bas-gitari, legendarni Lames Jamerson), međutim sastav je imao slabu financijsku pomoć ili neko veće priznanje. Zajedničke turneje koje su bile pod oznakom 'Motowna', bile su pod strogom kontrolom, a mlade glazbene zvijezde koje su nastupale morale su se prilagoditi pravilima ponašanja i držanja. Ipak bez obzira na to veliki broj hitova dominirao je iz 'Motowna tijekom 1960-ih godina. Niz vokalnih gospel sastava i solo izvođača, digli su razinu pop glazbe i oduševili brojne crne i bijele poklonike. Glazbenici kao što su Ray Charles, Diana Ross, Marvin Gaye, The Four Trops, The Temptations i Stevie Wonder, objavljivali su hit za hitom i definirali soul glazbu u tom desetljeću koliko je 'Motown' bio na vrhuncu.

### Stax
Godine 1960., osnovana je diskografska kuća 'Stax', koja je potpisala ugovor s R&B i jazz gigantom 'Atlantic Records' iz New Yorka, za distribuciju materijala i s tim uspjela prebaciti svoj potpuno suprotni stil soula na sve veću populaciju poklonika rocka. Najveći uspjesi 'Staxa' temelje se na zvuku koji dolazi od crnih gospel izvođača kao što su Otis Redding, Sam & Dave i Carla Thomas, a tu su još i Aretha Franklin, Ben E. King, Solomon Burke i Wilson Pickett, koji dolaze iz 'Atlantica'. Izvodili su zvuk kojeg su napravili producenti Chips Moman i Billy Sherrill, te skladatelji Dan Penn, Spooner Oldham, Isaac Hayes i David Porter.

### Dolazak funka i disca
Krajem 1960-ih godina, tržište je postalo zasićeno soul izvođačima koji su dolazili iz velikih i neovisnih diskografskih kuća, gdje su dominirali 'Motown'/'Stax'/'Atlatic'. Međutim, pojavili su se izvođači koji nisu izdavali za ove gigante, a postali su vrlo popularni i dali su svoj doprinos tom stilu. James Brown jedan je od najvećih izvođača soula, koji je razvio ritmičku inovaciju poznatu kao funk. Dionne Warwick iz New Jerseya, koja je sredinom šezdesetih dominirala svojim glasom i hitovima koje su skladali Burt Bacharach & Hala David, a najpoznatiji su "Anyone Who Had A Heart" i "Walk On By" iz 1964. godine. Skladbu "It's All Over Now", kantautora i gitariste Bobbyja Womacka (kojeg je početkom šezdesetih otkrio Sam Cooke), obradio je sastav The Rolling Stones, a imao je puno R&B hitova s elementima bluesa, koje je izvodio sa svojim grubim glasom i gitarom koju je svirao u stilu hard rocka.
Krajem šezdesetih i početkom sedamdesetih, 'Motown' i 'Stax', bili su suočeni s promjenama u trendu i mogućim gubitkom identiteta. Jedan od posljednjih velikih soul izvođača Al Green, pojavljuje se u vrijeme kada tržištem počinju dominirati stilovi funka i disca, a život u padu aviona 1967. gubi Otis Readding, dok Marvin Gaye i Stevie Wonder prelaze u kantautore i pišu skladbe koje komentiraju društvene promjene. Al Green radio je za izdavača 'Hi records', i sa svojim falseto glasom stvorio niz hitova početkom i sredinom sedamdesetih. Greenova soul karijera bi se vjerojatno nastavila još niz godina da mu se nije dogodila nesreća kada ga je njegova djevojka polila vrelom zobenom kašom i nakon toga izvršila suicid, te se nakon toga okreće gospel glazbi i postaje pastor vlastite crkve.

#### Značajke
- Sastav 'Smokey Robinson & the Miracles', tijekom 1960-ih godina, imali su ukupno 27 hitova na Top 40 ljestvicama[21]
- Otis Redding snimio je skladbu "Sittin' On The Dock Of The Bay", samo tri dana prije nego što je poginuo u padu aviona blizu Madisona, 1967. godine. Skladba je postala veliki hit i 1968., zadržala sse na prvom mjestu četiri tjedana.[3]
- 1970. godine, nakon odlaska producenata Holland/Dozier/Holland, iz izdavačke kuće 'Motown, Berry Gordy se usredotočio na solo karijeru Diane Ross.[3]

## Vanjske poveznice
- Soul Bible - Pregled nekih od najboljih soul skladbi 1980-ih
- 100 najboljih R&B/Soul 'klasika' 50ih-70ih
- 100 najboljih R&B/Soul balada